# Oxton (North Yorkshire)
Oxton is een civil parish in het bestuurlijke gebied Selby, in het Engelse graafschap North Yorkshire. In 2001 telde het dorp 20 inwoners.